# 共和村 (埼玉県児玉郡)
共和村（きょうわむら）は、埼玉県児玉郡に存在した村。現在の本庄市北部に位置する。

## 歴史

### 沿革
- 1889年（明治22年）4月1日 - 町村制施行により、今井村、蛭川村、高関村、入浅見村、下浅見村、下真下村が合併して発足。上真下村、吉田林村と町村組合を結成し、共和組合村となる。
- 1900年（明治33年） - 共和組合村3村が合併し、改めて共和村が発足。
- 1951年（昭和26年）
  - 3月1日 - 大字上真下の一部に大字共栄が起立[1]。
  - 3月28日 - 大字上真下、下真下、今井の各一部を大字共栄に編入。
  - 大字上真下の一部（現神川町大字元原）を丹荘村に編入。
  - 丹荘村（大字原新田の一部）、七本木村（大字嘉美の一部）の各一部を大字共栄に編入。
- 1957年（昭和32年）7月18日 - 大字今井および共栄の一部が本庄市、残部が児玉町に分割編入[1][2]。同日共和村廃止。合併により共和の名は一旦は消え、大字はそのまま新しい児玉町の大字に引き継がれる[3]。
- 2006年（平成18年）1月10日 - 児玉町が本庄市と合併し、改めて本庄市が発足。旧村域の全域が本庄市となる。児玉町と本庄市が合併した後も、共和の名は地区名や小学校の名前として使用されている[3]。

## 現在の町名
今井、共栄、児玉町共栄、児玉町蛭川、児玉町高関、児玉町入浅見、児玉町下浅見、児玉町下真下、児玉町上真下、児玉町吉田林

## 経済
農業
『大日本篤農家名鑑』によれば、共和村の篤農家は「荻野、田邊、福島、中、菅沼、内田、片貝、矢崎、吉田、古川、山田、鈴木、奈良、高橋、、古川、新井」などがいた。

## 地域

### 医療
- 菅沼喜平治（眼科専門） - 共和村大字下浅見[5]。

### 施設
宗教
- 駒形神社 - 共和村大字蛭川字坊畑鎮座[6]。
- 八幡神社 - 共和村大字下浅見字八幡鎮座[6]。
- 金鑚神社 - 共和村大字今井字西廓鎮座[6]、共和村大字上真下字神西鎮座[6]。
- 日枝神社 - 共和村大字吉田林字山王山鎮座[6]。

## 出身人物
- 岩上弥三郎（部落解放運動家、埼玉県会議員）[7]